# Emil zu Sayn-Wittgenstein-Berleburg

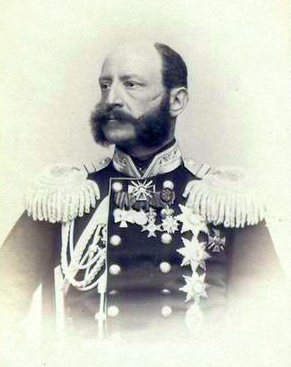
Emil zu Sayn-Wittgenstein-Berleburg, 1865

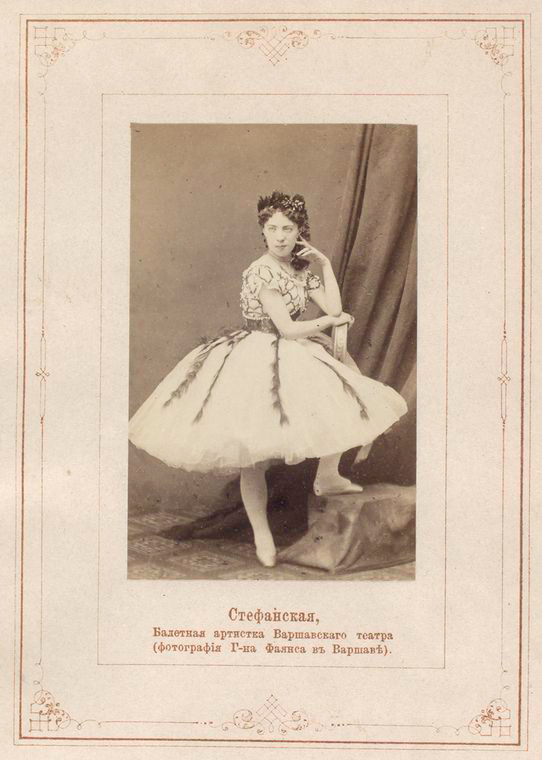
Kamila Stefańska, 1865

Emil Prinz zu Sayn-Wittgenstein-Berleburg (* 21. April 1824 in Darmstadt; † 16. September 1878 in Egern am Tegernsee) war ein General der Kaiserlich-Russischen Armee.

## Leben
Wittgenstein war der älteste Sohn des Prinzen August Ludwig zu Sayn-Wittgenstein-Berleburg, dem Generalleutnant und späteren Staatsminister von Nassau, und dessen Frau Franziska Maria Fortunata Allesina gen. von Schweitzer (1802–1878). Er selbst trat mit 17 Jahren in Großherzoglich Hessische Dienste, wo er Leutnant im Garde-Chevauleger-Regiment wurde. Schon vier Jahre später war er zum Major aufgestiegen. Noch im selben Jahr 1845 begleitete er den Prinzen Alexander nach Kaukasien, nahm an den dortigen Kämpfen teil und war danach 1848 am Krieg gegen Dänemark beteiligt. Als er im Herbst 1848 wegen seiner konservativen Gesinnung und Äußerungen aus der Großherzoglich Hessischen Armee entlassen wurde, ging er nach Russland und trat 1849 in die russische Armee ein. Er wurde Adjutant des russischen Vizekönigs im Kaukasus, Woronzow, und nahm dort erneut an kriegerischen Auseinandersetzungen teil. 1852 wurde er Flügeladjutant des Zaren Nikolaus I. Bei Ausbruch des Krimkriegs wurde er zunächst Inspekteur der Feldlazarette, bekam dann aber bis 1856 ein Truppenkommando in Kleinasien. 
1862, während der Unruhen, die dem polnischen Januaraufstand von 1863 vorangingen, wurde Wittgenstein dem Großfürsten Konstantin in Warschau zugeteilt; dort blieb er bis 1865. Nachdem seine Frau im August 1865 gestorben war, trat Wittgenstein 1866 in den Ruhestand. Wittgenstein nahm noch 1877–1878 im Gefolge des Zaren im Donau-Raum am Russisch-Osmanischen Krieg (1877–1878) teil, kehrte aber bereits vor Kriegsende wegen gesundheitlicher Probleme nach Deutschland zurück.  
Er starb am 16. September 1878 in Egern am Tegernsee.

## Ehen und Familie
Prinz Emil war zweimal verheiratet. Bei einer Kommandierung nach Paris im Jahre 1856 lernte er die Prinzessin Pulcheria Cantacuzene-Pascanu (* 9. Februar 1840; † 19. August 1865) kennen, die er am 15. Juni 1856 heiratete.  Das Paar lebte danach zumeist in Italien. Der Ehe entstammte eine Tochter:
- Lucia zu Sayn-Wittgenstein-Berleburg (* 18. März 1859; † 24. September 1903), die 1880 den Erbprinzen Viktor von Schönburg-Waldenburg (1856–1888) heiratete.

Am 28. Dezember 1868 heiratete er die aus einfachen Verhältnissen stammende und eine Woche zuvor durch Großherzog Ludwig III. von Hessen-Darmstadt zur Freifrau von Kleydorff erhobene polnische Balletttänzerin Kamila (Camilla) Stefańska (* 21. Januar 1838 in Łomża, † 8. November 1902 in Wiesbaden), die im Frühjahr 1868 in Sankt Petersburg die Giselle getanzt hatte.  Aus dieser Ehe gingen drei Söhne hervor: 
- Ludwig von Kleydorff (1869–1918),
- Wilhelm von Kleydorff (1871–1914) und
- Emil von Kleydorff (1874–1949).[5]

## Schriften
- Kavallerie-Skizzen. Darmstadt 1859
- Deutschland in die Schranken! anonym veröffentlicht, Darmstadt 1860
- Der Schutz der Christen im Orient. Frankfurt 1860 (Digitalisat)